# Taksséné
Taksséné est une localité située dans le département de Dargo de la province du Namentenga dans la région Centre-Nord au Burkina Faso. 

## Géographie
Taksséné est associé au village de Zisségré.

## Éducation et santé
Le centre de soins le plus proche de Taksséné est le centre de santé et de promotion sociale (CSPS) de Dargo tandis que le centre médical avec antenne chirurgicale (CMA) de la province se trouve à Boulsa.